# Petrus Boddeng Timang
Petrus Boddeng Timang, né le 7 juillet 1947 à Malakri dans la province de Sulawesi du Sud, est un prélat indonésien, évêque de Banjarmasin en Indonésie depuis 2008.

## Biographie

### Jeunesse et études
Petrus Boddeng Timang est né le 7 juillet 1947 dans l'archidiocèse de Makassar, il étudie à l'école élémentaire de Malakri, puis entre au petit séminaire de Makassar. Il étudie ensuite la philosophie et la théologie au grand séminaire de Semarang.
Il est ordonné prêtre le 13 janvier 1974 pour l'archidiocèse de Makassar, il sera notamment recteur de la cathédrale de Makassar.

### Évêque
Benoît XVI le nomme évêque de Banjarmasin le 14 juin 2008.